# 武蔵野緑町団地
武蔵野緑町団地（むさしのみどりちょうだんち）は、かつて東京都武蔵野市緑町に立地した日本住宅公団の造成した公団住宅である。
都市再生機構では、昭和30年代の集合住宅について順次建替えを進めて、緑町団地は1991年（平成3年）から15年にかけて建替え事業が行われ、武蔵野緑町都営住宅が隣接し　武蔵野緑町パークタウン（むさしのみどりちょうパークタウン）となっている。

## 概要
1957年（昭和32年）に竣工した。当時の日本住宅公団(現:都市再生機構)が武蔵野市緑町に建設した面積約63ヘクタール、1019戸（建替え後 は1095戸）の賃貸集合住宅である。
団地内には多くの桜の木があったりと、植栽が多いために緑が豊富な環境であった。住棟は、原宿団地にも見られるような逆梁を採用した住棟や片廊下型の住棟などがあるなど住棟の種類も豊富であり、また当時としては珍しい、丸い、ユニークな形状をした集会所があるなどの特徴もあった。また、公団住宅初となる1DKの住戸が導入された。
1960年（昭和35年）には、ひばりが丘団地と共に当時の皇太子・皇太子妃（現在の上皇明仁・上皇后美智子）による視察も行われた。
1993年（平成5年）より、住棟の老朽化を理由として「武蔵野緑町パークタウン」への建て替えが行われた際には、団地内の緑を多く残してほしいとの声から、団地内のケヤキの木が残された。また、建て替え前の団地の特徴であった中央部の広場も、建て替え後もそのコンセプトが引き継がれた。
建替え前の緑町団地には10メートルを超える大木から小さな草花まで高・中・低木合わせて約4700本もの既存樹木があり、豊かな屋外空間を形成していた。この団地では居住者の強い要望もあり、既存樹木を100パーセント活用することを目標に緑化計画を建てていく。
その後既存樹木の毎木調査を行い、移植可能な樹木を選択したうえで、既存樹の位置と建替え計画の重ね合わせを行い、保存、移植、伐採の選別を行い、大木となっている保存、移植樹木を活用して団地の大きなみどりの骨格をつくった。
次に、既存の樹木（高・中・低木とも）はそれぞれに独特の樹形（個性）をもっているため、樹種と樹形に着目し、その樹木にふさわしい植栽場所、住棟周り、道路、園路沿い、あそび場周りなど、それぞれ既存樹の仕分けを行った。単独木として観賞に堪えうる樹木は空間のシンボル樹として、樹形の悪い樹木は住棟の妻側に、下枝の高い樹木は他の樹木と組み合わせることにより、緑の修景効果が発揮できるような活用計画を建て、約40パーセントにあたる1837本の既存樹木を保存·移植活用した。どうしても活用できない樹木については伐採後、ベンチの座板などの施設活用材として、その他はチップ化してマルチング材として利用するなどの取り組みを行った。

## 基本データ（建て替え前）
- 竣工 - 1957年（昭和32年）
- 構成 - 32棟から構成、全1019戸
- 所在 - 東京都武蔵野市緑町2

## 住棟構成（建て替え前）
- 中層フラット棟 - 23棟（北・南・片廊下型、4、5階建て、単身棟）
- スターハウス - 9棟
  - また、住戸の構成は、1Kが190戸、1DKが130戸、2DKが683戸、3DKが16戸となっている

## 交通
- 吉祥寺駅（JR中央線、京王井の頭線）より、関東バス「武蔵野住宅[1]」「緑町住宅」バス停下車
- 三鷹駅（JR中央線）より、関東バス「武蔵野住宅」「緑町住宅[1]」バス停下車
- 武蔵関駅（西武新宿線）より、関東バス「緑町住宅」バス停下車
- 西武柳沢駅（西武新宿線）より、関東バス「武蔵野住宅[1]」「緑町住宅」バス停下車

## 近隣施設
- 武蔵野中央公園
- NTT R&D武蔵野研究開発センター[2][3]